# رمسيس سبتاح
آخن رع ستبن رع سبتاح أو مرنبتاح سبتاح كان الملك قبل الأخير في الأسرة التاسعة عشرة المصرية، هوية والده غير معروفة حاليا، وقد وضعت احتمالات أن يكون أبوه سيتى الثانى أو أمنمسي، على الرغم من أن حقيقة تغيير سبتاح اسمه الملكي لمرنبتاح سبتاح بعد السنة الثانية من حكمه تقترح بدلا من الاحتمالين السابقين أن يكون والده الملك مرنبتاح، وإذا ما كان ذلك صحيحا، فإنه يجعل سبتاح وسيتى الثانى أخوة غير أشقاء لأن كلا منهما أبناء مرنبتاح.
و هو لم يكن وليا للعهد، ولكنه نجح في الوصول للعرش وهو طفل بعد وفاة سيتى الثانى، وتاريخ خلافته له محدد باليوم الثاني من شهر الأول من فصل برت (الشتاء) أي حوالي شهر ديسمبر.

## الأصول
تاريخياً كان يعتقد أن تيا زوجة سيتي الثاني كانت والدة سبتاح. استمر هذا الرأي إلى أن تم إدراك اسم أمه من المنحوتة رقم (E26901) في متحف اللوفر حيث ظهر اسمه مع والدته سوتايليا أو شوتايريا.
اسم سوتايليا يبدو كنعانياً أكثر من أن يكون اسماً مصرياً خالصاً، وهو ما يعني أنها كانت بشكل شبه مؤكد محظية للملك من بلاد كنعان. ومع ذلك، دودسون وهيلتون يؤكدان أن هذا غير صحيح وأن السيدة كانت، بدلا من ذلك، أم رعمسيس سبتاح وزوجة الملك رعمسيس الثاني.
أما هوية والده فهي غير معروفة حاليا، بعض علماء المصريات يخمن أنه قد يكون أمنمسي بدلا من سيتى الثانى حيث أمضى كل من سبتاح وأمنمسي شبابهم في أخميم  وكلاهما مستبعد على وجه التحديد من موكب تماثيل ملوك الأسلاف التي وضعها رعمسيس الثالث في مدينة هابو على عكس مرنبتاح أو سيتي الثاني، هذا يشير إلى أن أمنمسي وسبتاح كانا مترابطين وكانا «يعتبران حكاماً غير شرعيين، ولذا ربما كانا الأب وابنه.»  ومع ذلك، هناك تفسير آخر وهو اعتبار سبتاح حاكم غير شرعي من قبل أواخر ملوك الأسرة العشرين، حيث طلب سبتاح مساعد المستشار المالي باي لتأمين الوصول لمنصب الملك لأنه كان مجرد ابن من زوجة ثانوية للملك مرنبتاح بدلا من ابن من زوجة رئيسية كسيتى الثانى.
وجد تمثال بلا رأس لسبتاح (الآن في متحف ميونيخ) يظهره جالسا في حضن فرعون آخر، ويفترض أنه والده، وقال عالم المصريات البريطاني ايدين دودسون عنه:
«الملك الوحيد في هذه الفترة من نهاية الأسرة 20 الذي كان يمكنه أن يبارك هذا التدمير هو أمنمنسي، وكذلك كان الملك الوحيد الذي كان يتطلب هذا التعزيز الصريح لشرعية ذريته. ومن المرجح أن يكون تأكد من هدم هذا التمثال بعد سقوط باي أو وفاة سبتاح نفسه، عندما كانت فترة إعادة الاعتبار قصيرة الأمد لأمنمسي قد انتهت.»
إذا كان سبتاح ابن سيتى الثانى، فإنه من غير المحتمل انه كان يعتبر بمثابة الملك غير شرعي من ملوك أواخر الأسرة 20. بسبب صغر سنه وربما أيضاً بسبب إشكالية نسبه، فقد وضع تحت وصاية زوجة أبيه، الملكة توسرت.

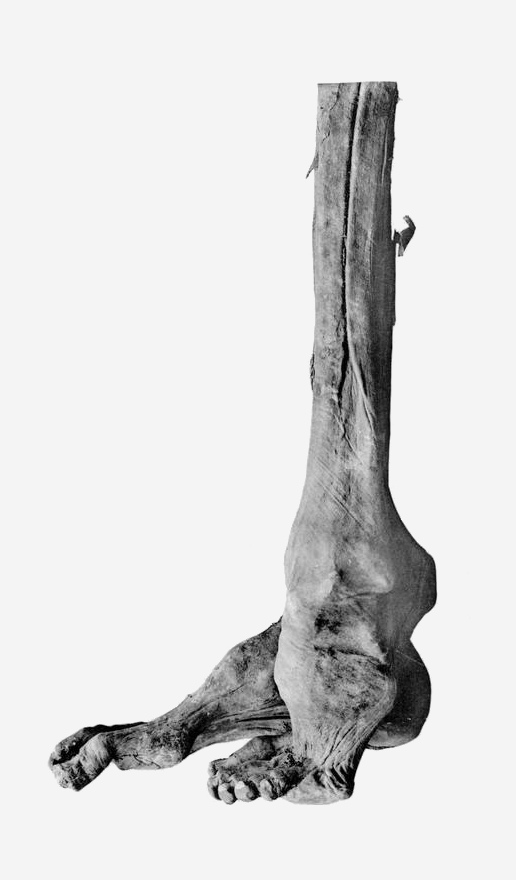
قدم الملك سبتاح اليسرى و يظهر عليها أعراض مرض شلل الأطفال ، من دراسة إليوت سميث للمومياوات الملكية المصرية عام 1912.

حكم سبتاح مصر لما يقرب من 6 سنوات كشاب صغير السن (طفل)، فقد كان في العاشرة أو الحادية عشرة عندما تولى السلطة، وعند إجراء فحص طبي للمومياء تم الكشف عن أن الملك كان في حوالي عمر الـ 16 عاماً عند وفاته. وكان طويل القامة (1.6 متر)، وكان له شعر بني محمر مجعد، وعلى الأرجح كان يعاني من مرض شلل الأطفال في القدم اليسرى المشوهة بشدة والمشلولة.

## عهده
تفاخر المستشار باي علناً بكونه صاحب الدور الأساسي في جلوس سبتاح على العرش في العديد من النقوش بما في ذلك لوحة في أسوان التي نقشت بواسطة سيتي نائب الملك في كوش  وعلى جبل السلسلة. وكذلك يقع نقش رئيسي في مدخل النصب المنحوت في الصخر الخاص بالملك حور محب في جبل السلسلة يصور باي يقف في وقفة التعبد مباشرة وراء سبتاح الذي جعل قربانا لآمون ويقول النقش:
ومع كل ذلك، سقط باي من النقوش التي في عهد سبتاح بعد العام الرابع من حكمه عندما اتهم في آخر نقش ظهر فيه بالتجاوز لصلاحياته، وقد أعدم في العام الخامس من حكم سبتاح، وبناء على أوامر من الملك نفسه. انتقل خبر إعدامه إلى العمال من دير المدينة في الأوستراكا (IFAO 1254). وقد تمت ترجمة هذه الشقفة ونشرت في عام 2000 من قبل عام المصريات بيير جرانديه في مجلة علم المصريات الفرنسية. ولاحظ عالم المصريات كالإندار أن سبب رسالة الملك إلى العمال كان ليأمرهم بوقف كل عمل على تزيين قبر باي لأنه قد اعتبر الآن خائناً للدولة.
سبتاح نفسه يظهر لآخر مرة في سنة حكمه السادسة في نقوش تقع في معبد جنوب بوهين، ومن المرجح أنه قد توفي في منتصف الشهر الثاني من فصل أخت (الفيضان) وبالتحديد ربما في اليوم 12 من الشهر الثاني من فصل أخت من العام السادس لحكمه، وبالأخذ في الاعتبار فترة التحنيط التقليدية التي تبلغ 70 يوما يكون الملك سبتاح دفن في اليوم 22 من الشهر الرابع من فصل الفيضان، والدليل على دفنه في هذا التاريخ الأخير تم تسجيله في الشقفة رقم (O. Cairo CG 25792) بالمتحف المصري. هذه الشقفة من دير المدينة ويذكر فيها أن الوزير حوري زار العمال من دير المدينة لمرتين: أول مرة في اليوم 24 من الشهر الثاني من فصل أخت والثانية في اليوم 19 من الشهر الرابع من فصل أخت. السطر الأخير على الشقفة يُقرأ على النحو التالي: «في اليوم 22 م الشهر الرابع من فصل أخت: تم الدفن»  وبما أن هذا الحدث يمكن أن تشير فقط إلى دفن الملك، فالسؤال هنا هو هوية هذا الملك. عين حوري وزيراً حول تاريخي اليوم السادس من الشهر الثاني من فصل شمو (الصيف) للسنة السادسة والشهر الأول من فصل برت (الشتاء) من عهد سيتي الثاني، وشغل هذا المنصب خلال عهدي سبتاح، توسرت وستنخت واصلاً لعهد الملك رعمسيس الثالث. الشقفة لا يمكن أن تشير إلى وفاة ستنخت لأن هذا الملك توفي يوم 25 من الشهر الأول من فصل شمو وهو التاريخ الذي بعده بيوم يبدأ عهد ابنه رمسيس الثالث. أطاح ستنخت بتوسرت من السلطة. وبالتالي، فإن الدفن لا يشير إليها أيضاً. ويجب أن يكون موت سيتي الثاني في أواخر الشهر الرابع من فصل آخت أو في وقت مبكر من الشهر الأول من فصل حيث النقوش أعلى المقبرة 14 في وادي الملوك (مقبرة الملكة توسرت) تسجل دفنه في اليوم 11 من الشهر الثالث من فصل برت. ولذلك، فإن تاريخ الدفن في شقفة القاهرة (اليوم 22 من الشهر الرباع من فصل آخت) في أرجح الآراء يسجل دفن الملك سبتاح نفسه، وبالتالي فوفاة سبتاح حدثت في وقت حول اليوم 12 من الشهر الثاني من فصل آخت (الفيضان)، سبتاح نفسه سوف يكون بالتالي قد حكم مصر لنحو 5 سنوات و 10 أشهر بعد سلفه (سيتى الثانى) ومات حوالي نهاية الشهر الرابع من فصل آخت وبداية الشهر الأول من فصل برت، مع أنه لم يتبرع على العرش رسمياً وبشكل قانوني بداية الشهر الثاني من فصل آخت بمساعدة المسؤول رفيع المستوى باي.
بعد وفاته، تابعت توسرت سنوات حكمه وحكمت مصر كملكة لمدة عام أو اثنين على الأكثر، وقد دفن سبتاح في وادي الملوك، في المقبرة رقم 47،  ولكن لم يتم العثور على موميائه هناك، ففي عام 1898، تم اكتشاف موميائه مع 18 آخرين في مخبأ مومياءات داخل مقبرة أمنحتب الثاني رقم 35 في وادي الملوك. وتشير الدراسة إلى أن قبره الذي وضع به في الأساس له نفس التخطيط والتصميم المعماري الخاص بمقابر توسرت وباي.